# Bruce Davidson (photographe)
Pour les articles homonymes, voir Davidson et Bruce Davidson.
Bruce Davidson (né le 5 septembre 1933 à Chicago, Illinois) est un photojournaliste et réalisateur de documentaires américain, membre de l'agence Magnum Photos depuis 1958.
Il travaille presque exclusivement en noir et blanc et exclusivement avec des Leica M.

## Biographie
Né à Chicago en 1933, Bruce Davidson obtient, en 1949, le premier prix du Kodak National High School Competition. Il assiste ensuite un photographe local et apprend à cette occasion les techniques photographiques. Il prendra également des cours de photographie à l'Institut technologique de Rochester.
Il sort diplômé de l'université Yale en 1955 et sa thèse universitaire sur les coulisses d'une équipe de football américain sera publiée dans le magazine Life.
Il emménage ensuite  pendant deux ans à Paris pour son service militaire, où il réalise son premier sujet : Widow of Montmartre, qu'il présente à Henri Cartier-Bresson. Il obtient parallèlement le poste de pigiste pour Life.
Il intègre l'agence Magnum en 1958, et réalise un sujet sur un clown solitaire dans un cirque ambulant : The Dwarf (Le Nain). Le clown nain, Jimmy Armstrong, surnommé « Little Man », est alors photographié non comme un monstre mais, au contraire, comme un individu à part entière, capable de dégager une force d’émotion puissante, ce que montre toute la série des clichés The dwarf. Par la suite, Jimmy Armstrong conduit Bruce Davidson à l’intérieur du monde du cirque, lui permettant de découvrir les coulisses et de se lier avec les autres artistes, une rencontre illustrée par la série The Clyde Beatty Circus, réalisée la même année que The Dwarf, qui transmet à la fois la magie du monde des chapiteaux et la capacité de Davidson à photographier ses sujets en tant qu’êtres humains à part entière, et non comme des anonymes.
Il réalise en 1959 Brooklyn Gang, et en 1960 photographie le tournage des Désaxés de John Huston avec Marilyn Monroe, qui contribueront à le rendre célèbre.
Il est embauché par Vogue en 1961 comme photographe de mode et y restera trois ans. Il commence un travail sur le combat des Noirs américains la même année 1961 pour le mouvement d'égalité des droits civiques, et reçoit l'année suivante la bourse Guggenheim pour étendre son étude à New York, Chicago et au Sud des États-Unis. Ces images sont aujourd'hui rassemblées dans le recueil Time for Change publié en 2002.
Le sujet fait par ailleurs l'objet d'une exposition à la Fondation Henri Cartier-Bresson en 2007.

### Cinéaste
Il réalise le film Living off the Land en 1970, qui reçoit le prix de la critique à l'American Film Institute.

## Publications

### Livres
- 1960 : England/Scotland
- 1964 : The Bridge, texte de Gay Talese, dessins de Lile Réthi, New York, Harper and Row
- 1970 : East 100th Street, Harvard University Press ; réédition, St Ann’s Press, Los Angeles, édition limitée, 2003
- 1978 : Bruce Davidson, Photographs, Simon & Schuster, New York ; édition française, Le Chêne, Paris, 1979
- 1986 : Subway, Aperture, New York ; réédition, St Ann’s Press, Los Angeles, 2003
- 1992 : Bruce Davidson, Photo Poche no 14
- 1995 : Central Park, Aperture, New York
- 1998 : Brooklyn Gang, Twin Palms Publishers
- 1999 : Portraits, Aperture Foundation, New York
- 2002 : Time of Change, St Ann’s Press, Los Angeles, édition limitée
- 2006 : England/Scotland 1960 (réédition du livre paru en 1960), Steidl, Göttingen, 2006.  (ISBN 3-86521-127-5)
- 2010 : Outside Inside[3], Steidl, Göttingen, 2010.  (ISBN 978-3-86521-908-4)
- 2014 : In Color, Steidl, Göttingen, 2014  (ISBN 978-3869305646)

### Magazines
- « New York - East 100th Street », Du, volume 29, no 3, mars 1969
- Une rue de Harlem, no 47, août 1971, Photo
- Davidson, le petit monde de la cafétéria, no 76, janvier 1974, Photo
- Bruce Davidson, voyage en Kodachrome dans le métro new new-yorkais, no 185, février 1983, Photo

## Expositions

### Expositions collectives
- The New-York school show – Les photographes de l'École de New York 1935-1965, du 7 octobre 2020 au 10 janvier 2021, Pavillon populaire, Montpellier
- 2024 : Beauté fragile : photographies de la collection Sir Elton John et David Furnish rassemblant plus de 300 photographies de 140 photographes couvrant la période de 1950 à nos jours qui relatent l'histoire de la photographie moderne et contemporaine, explorant des thèmes tels que la mode, le reportage, le portrait de célébrités, le corps masculin et la photographie américaine, avec des œuvres de nombreux artistes contemporains, parmi lesquels notamment Diane Arbus, Richard Avedon, Lewis Baltz, William Eggleston, Bruce Davidson, Nan Goldin, Peter Hujar, David LaChapelle, Herman Leonard, Sally Mann, Robert Mapplethorpe, Zanele Muholi, Herb Ritts, Cindy Sherman, Alec Soth ou encore Ai Weiwei, Victoria and Albert Museum, South Kensington, Londres, du 18 mai 2024 au 5 janvier 2025 [4],[5],[6]

## Filmographie
- 1970 : Living off the Land
- 1971 : Zoo Doctor
- 1972 : Isaac Singer's Nightmare

## Récompenses et distinctions
- 1949 : premier prix du Kodak National High School Competition
- 1962 : reçoit la bourse Guggenheim pour photographier le « Mouvement pour les Droits Civiques »
- 1967 : premier prix de photographie du NEA (National Endowment for the Arts)
- 1971 : prix du livre des Rencontres d'Arles pour East 100th Street
- 1972 : réalise Isaac Singer's Nightmare and Mrs Pupko's Beard, premier prix au Festival du film américain.
- 1998 : reçoit le Open Society Institute Individual Fellowship
- 2004 : reçoit le Lucie Award for Outstanding Achievement in Documentary Photography.